# George Soulié de Morant
Pour les articles homonymes, voir Soulié et Morant.
Charles Georges Soulié dit George Soulié de Morant est un sinologue et mongoliste français (1878-1955), diplomate en Chine (de 1903 à 1909) et principal promoteur de l'acupuncture en France et en Occident à partir de 1929.

## Biographie
Georges Soulié (il ne prendra le nom de George Soulié de Morant qu’à partir de 1917) est né à Paris le 2 décembre 1878. Très jeune il s’initie au chinois dans l’entourage de Judith Gautier. Il effectue un premier séjour en Chine à Pékin en tant que secrétaire-interprète intérimaire à la compagnie de chemin de fer Hankou-Pékin (décembre 1901- juillet 1902). En 1903, il intègre le ministère des Affaires étrangères et est nommé élève-interprète au consulat de Shanghai (septembre 1903), séjour interrompu pour des raisons de santé en mars 1906. Il est nommé ensuite interprète de 3e classe à Kunming, où il est en poste de 1907 à 1909, séjour à nouveau interrompu pour des raisons de santé. Soulié de Morant va occuper des postes à l’administration centrale du Ministère des affaires étrangères jusqu’en 1917, année où il est simultanément  promu au grade de consul de 2e classe et mis en disponibilité pour assurer une mission pour le compte du sous-secrétariat aux Beaux-arts,,. Cette mission en Chine visant à la création d’un centre français d’études archéologique ne sera pas effectuée et est l’objet d’une polémique avec Victor Segalen. Soulié de Morant ne sera pas réintégré au Ministère des affaires étrangères et est radié des cadres en 1927. Jusqu’en 1934 Soulié de Morant a une activité de sinologue et d’écrivain sur la Chine publiant plus de trente essais, romans ou traduction du chinois, assurant une chronique régulière pour le Mercure de France ou encore au journal L’Européen.
En 1927, il rencontre à la Bourboule un médecin thermaliste, Paul Ferreyrolles, qui va réorienter sa carrière vers l’acupuncture. Ils rédigent ensemble en 1929 leur premier article et en 1932 est créée à l’hôpital Bichat dans le service du professeur Charles Flandin la première consultation hospitalière d’acupuncture. C'est le point de départ de l'utilisation contemporaine de l'acupuncture en France et en Occident. À partir de 1935 Soulié de Morant devient un praticien acupuncteur réputé, recevant dans son cabinet à Neuilly-sur-Seine une clientèle de célébrités (Antonin Artaud, Jean Cocteau, Colette, Maurice Ravel,Vassily Kandinsky…). Ses deux premiers livres sur l’acupuncture sont publiés en 1934,, mais son œuvre principale et influente est L'Acuponcture chinoise. Le premier tome parait en 1939, le deuxième en 1941, l’œuvre complète en cinq volumes n’étant publiée qu’en 1957 après sa mort. Dans le tome I de son traité d'acupuncture, il rapporte les conditions de son apprentissage de l'acupuncture. Dès son arrivée à Pékin, il observe lors d'une épidémie de choléra l'efficacité spectaculaire de l'acupuncture. Cela le conduit à une étude approfondie de la méthode et il est distingué par le vice-roi du Yunnan par un « globule de corail ciselé qui donne rang d'académicien ». En 1950, Soulié de Morant est proposé au prix Nobel de médecine par son élève, le professeur toulousain Paul Mériel. La même année une plainte pour exercice illégal de la médecine est portée contre lui par le conseil départemental de l’Ordre des médecins et Roger de La Fuÿe en tant que président du syndicat des médecins acupuncteurs de France. Très affecté, Soulié de Morant est victime d’une hémiplégie et décède le 10 mai 1955.
Une salle du Musée de la médecine chinoise à Kunming (ex Yunnan Fou) porte son nom. Ce musée se situe à l'Université de médecine traditionnelle, campus de Chenggong (云南中医学院).

## Son œuvre
Son œuvre est constituée de deux parties distinctes.
Une première jusqu'en 1934 où sinologue et écrivain il publie de très nombreux ouvrages sur l'histoire, la littérature, l'art chinois, ainsi que plusieurs romans. Il est également traducteur et adaptateur d'œuvres littéraires chinoises en français.
Une deuxième à partir de 1934 où il se consacre entièrement à l'acupuncture (livres et articles).

## Œuvres

### Littérature, linguistique et chant
- Florilège de la poésie des Song, Paris, Librairie Plon, 1923
- Essai sur la littérature chinoise, 1924
- La Passion de Yang Kwé-Feï, favorite impériale d'après les anciens textes chinois, 1924
- Charles George Soulié, La brise au clair de lune, "Le deuxième livre de génie,", Paris, B. Grasset, coll. « Les Cahiers verts » (no 57), 1925, 364 p. (OCLC 7026151)
- Armand Bolsène (compositeur) (trad. George Soulié de Morant), Poèmes chinois de l'époque Song, pour chant et piano, Paris, Éditions Maurice Sénart, 1924, 34 p. (OCLC 844081452, lire en ligne)
- Charles Georges Soulié, Éléments de grammaire mongole (dialecte ordoss), imprimerie nationale, Ernest Leroux, 1903, 114 p. (OCLC 6969878, lire en ligne)
- Les 47 rônins : le trésor des loyaux samouraïs, éditions Henri Piazza : la légende des 47 roninns d'après les textes originaux japonais, avec six estampes anciennes de Hiroshige (1797-1858).

### Sur l’acupuncture
Livres :
- Acupuncture et médecine chinoise vérifiées au Japon, 1934.
- L'acuponcture chinoise : la tradition chinoise classifiee, precisee (par) george soulie de morant. 2V., Paris, Maloine, 1972 (OCLC 301699094)
- Précis de la vraie acupuncture chinoise : doctrine, diagnostic, thérapeutique. Mercure de France (1934).
- L'Acuponcture chinoise. Tome I, L'énergie (points, méridiens, circulation). Mercure de France (1939).
- L'Acuponcture chinoise. Tome II, Le maniement de l'énergie. Mercure de France (1941).
- L'Acuponcture chinoise. Tome I à V. Editions Jacques Lafitte (1957).

Articles :
- Soulié de Morant G., Ferreyrolles P., « L'acupuncture en Chine vingt siècles avant J.-C. et la réflexothérapie moderne », L'Homœopathie française, juin 1929, 403-16.